# Jijel
Jijel (in arabo: جيجل , in berbero : ⵉⵖⵉⵍ ⴳⵉⵍⵉ, iɣil Gili), è una città e comune dell'Algeria della wilaya di Jijel situata a est della Piccola Cabilia (Cabilia orientale), di cui è il capoluogo. È considerata la capitale della confederazione berbera dei Kutama.

## Storia

### Antichità (X secolo a.C. - 698 d.C.)
La regione è abitata fin dalla preistoria da Berberi sedentari e agricoltori, del ramo Baranis, di cui i Kutama sono i più conosciuti.
Verso il X secolo a.C., i Fenici, marinai e mercanti, in cerca di basi che potessero offrire la massima sicurezza al loro commercio, si stabiliscono nella regione dove fondano un emporio.
A partire dal V secolo a.C., Cartagine domina le città fenicie della costa africana, tra cui Igilgili, e la città sarà un territorio cartaginese fino alla sconfitta di Cartagine contro Roma durante la prima guerra punica nel 264 a.C.. La città è allora integrata nel regno numida dei Masaesyles (Numidi occidentali) e subisce il regno di Siface fino al 202 a.C.. In quella data, viene annessa al regno unificato della Numidia sotto il re Massinissa, per poi passare sotto il regno di suo figlio Micipsa, e successivamente di suo nipote Giugurta.
Dopo la sconfitta di Giugurta contro i Romani nel 105 a.C., la città passa sotto il dominio del regno di Mauretania, regno berbero vassallo di Roma (che occupava il nord del Marocco e i due terzi centro e ovest dell'attuale Algeria), la cui capitale era Volubilis (Marocco) poi Yol (Cherchell) sotto Giuba II prima di essere infine occupata dai Romani e trasformata in colonia romana sotto Ottaviano Augusto nel 33 a.C., e dotata di un senato come le importanti città romane. Fin dall'inizio, i suoi abitanti godono della piena cittadinanza romana. Una volta che i Romani occupano tutta l'Africa del nord, la città di Igilgili viene amministrativamente annessa alla provincia romana di Mauritania cesariense, poi a quella di Mauritania Sitifense. A quell'epoca, la città è sufficientemente conosciuta per essere citata dal geografo Claudio Tolomeo.
La popolazione di Igilgili e dei suoi dintorni si converte massicciamente al cristianesimo nel IV secolo a.C., con l'ufficializzazione di questa religione sotto l'imperatore Costantino, anche se le prime conversioni risalgono a due secoli prima.
La città rimane romana fino al suo attacco e alla sua distruzione da parte dei Vandali nel 429. Fieri guerrieri germanici venuti dal nord della Germania attraverso la Spagna e lo stretto di Gibilterra per fondare un regno in Nord Africa, combattono il cattolicesimo e impongono alla popolazione l'arianesimo, dottrina cristiana adottata dai popoli germanici dell'epoca che sostiene che Gesù fosse solo un inviato di Dio e non il figlio di Dio o Dio stesso, in contrasto con la dottrina cattolica. Si pensa che la diffusione dell'arianesimo sotto i Vandali in Nord Africa prepari la strada alla diffusione dell'Islam due secoli dopo, con il suo monoteismo rigoroso, il rifiuto della Trinità e la non riconoscenza della divinità di Gesù, caratteristiche presenti anche nell'islam.
La città viene ripresa nel 533 dai Bizantini (Impero romano d'Oriente) e dai loro sostenitori romano-africani (berberi urbanizzati e romanizzati), che scacciano definitivamente i Vandali, integrandoli nella popolazione o reclutandoli nell'esercito bizantino. Il cattolicesimo e lo stile di vita romano vengono restaurati dai Bizantini, senza tuttavia far scomparire completamente l'arianesimo.
Quindi, al momento dell'arrivo degli Omayyadi e dell'islam nella regione alla fine del VII secolo a.C., a Igilgili si trovano alcuni funzionari bizantini e romano-africani latinizzati e cattolici, mentre i dintorni della città sono abitati da contadini berberi Kutama (chiamati Ucutamani dai Bizantini) che non sono latinizzati ma parlano berbero, e sono di religione cattolica, ariana, ebraica o ancora legati alle antiche credenze berbere.

### Medioevo islamico (698-1514)
Verso il 650, i primi cavalieri dell'Islam fanno la loro comparsa. Kahina viene sconfitta nel 698 dalle truppe del generale arabo Hassan Ibn Numan e la città di Igilgili viene ribattezzata Jijel e integrata nel califfato omayyade intorno all'anno 700.
La popolazione della regione, che era allora in maggioranza cristiana, si converte rapidamente all'islam, e già alla fine del VII secolo a.C è diventata in grande maggioranza musulmana, e la lingua araba si diffonde progressivamente, poi nel corso dei secoli il berbero nei dintorni della città.
Dopo la caduta del califfato omayyade nel 750, la città passa sotto gli Abbasidi poi dal 800 sotto la dinastia araba degli Aghlabidi che regna da Kairouan come vassalla degli Abbasidi di Baghdad.
All'inizio del X secolo a.C., un missionario sciita originario dello Yemen di nome Abou Abd Allah diffonde lo sciismo nella regione di Jijel e incita gli abitanti a ribellarsi contro gli Aghlabidi, cosa che fanno. La dinastia Aghlabide viene distrutta nel 909 dai Berberi Kutama sciiti locali guidati da Ubayd Allah e sostituita dalla dinastia fatimide, che regnerà successivamente sull'Egitto, e al massimo della sua estensione su un territorio molto vasto, dal Marocco attuale all'Hegiaz.
Poi la città passa sotto la dinastia berbera sciita (e vassalla dei fatimidi) poi sunnita dei Ziridi alla fine del X secolo a.C., poi sotto quella dei loro cugini Sanhaja Hammadidi nel corso del XI secolo a.C. La città viene poi brevemente attaccata, occupata e incendiata dai Normanni (Vichinghi) nel 1143, successivamente passa sotto gli Almohadi nel 1152 poi sotto gli Hafsidi di Tunisi a partire dalla metà del XIII secolo a.C. Segue un periodo di instabilità in cui l'autorità degli Hafsidi si indebolisce progressivamente e la città diventa a periodi indipendente dal loro potere e completamente autonoma, e a periodi passa sotto l'autorità dei governatori di Béjaia o di Costantina, e persino sotto la repubblica italiana di Genova (da cui il nome italiano genovese di « Djidjelli », nome con cui la città sarà successivamente conosciuta in Europa occidentale), periodo che dura fino all'arrivo degli ottomani nella città nel 1514.

### Reggenza di Algeri (1514-1830)

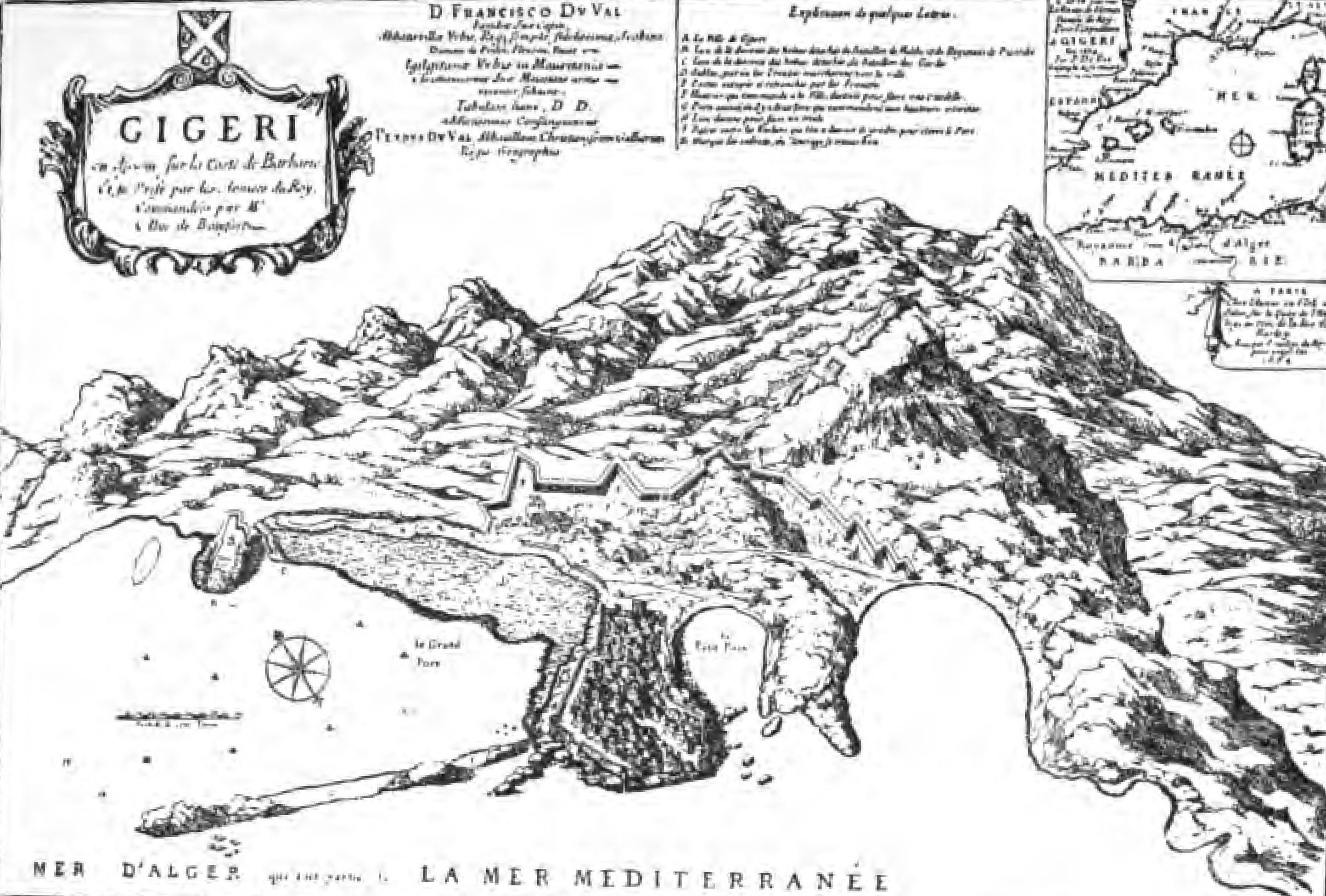
Carta di Jijel (Gigeri) nel 1664.

Chiamati in aiuto dagli abitanti di Algeri, i fratelli Aruj Barbarossa e Khayr al-Din Barbarossa sbarcano a Jijel nel 1514 e fanno della città la loro base per organizzare la lotta contro gli Spagnoli che occupano allora diverse città costiere del Maghreb centrale e occidentale, tra cui Orano, Algeri, Bejaia, Cherchell e altre.
La città è ora chiamata Djidjelli o Djidjelli, o più spesso Gigéri, in particolare in Europa, viene fortificata e accoglie un'importante flotta di corsari e pirati sotto il comando di Aruj, e poi di suo fratello Khayr al-Din Barbarossa.
Nel 1664 la città viene brevemente attaccata, occupata e incendiata dalle truppe francesi (tra cui il giovane Vauban) al servizio di Luigi XIV, ma viene rapidamente ripresa dai suoi abitanti, aiutati dalle truppe ottomane, e resta ottomana fino all'arrivo dei francesi nel 1839, a parte un breve periodo in cui viene occupata dagli Olandesi sotto il regno di Carlo II.

### Periodo coloniale francese (1839-1962)
La città di Djidjelli viene infine occupata definitivamente dai Francesi nel 1839 e viene integrata nel territorio algerino conquistato dai Francesi. Durante il periodo coloniale, Djidjelli era una città di provincia. La città si sviluppa a contatto con i coloni francesi e una popolazione di Pieds-noirs si installa in città. Durante la guerra d'indipendenza algerina (1954-1962), la città e i suoi dintorni sono un'importante base del FLN e del ALN.

### Algeria indipendente (dal 1962)
Dopo l'indipendenza dell'Algeria nel 1962, Djidjelli viene ribattezzata Jijel (il nome che porta ancora oggi). La città si sviluppa urbanisticamente con la costruzione di nuovi quartieri e infrastrutture. Attualmente è una città moderna e dinamica, con un porto attivo e un'economia basata sul commercio, l'industria leggera e il turismo.

## Trasporti e infrastrutture

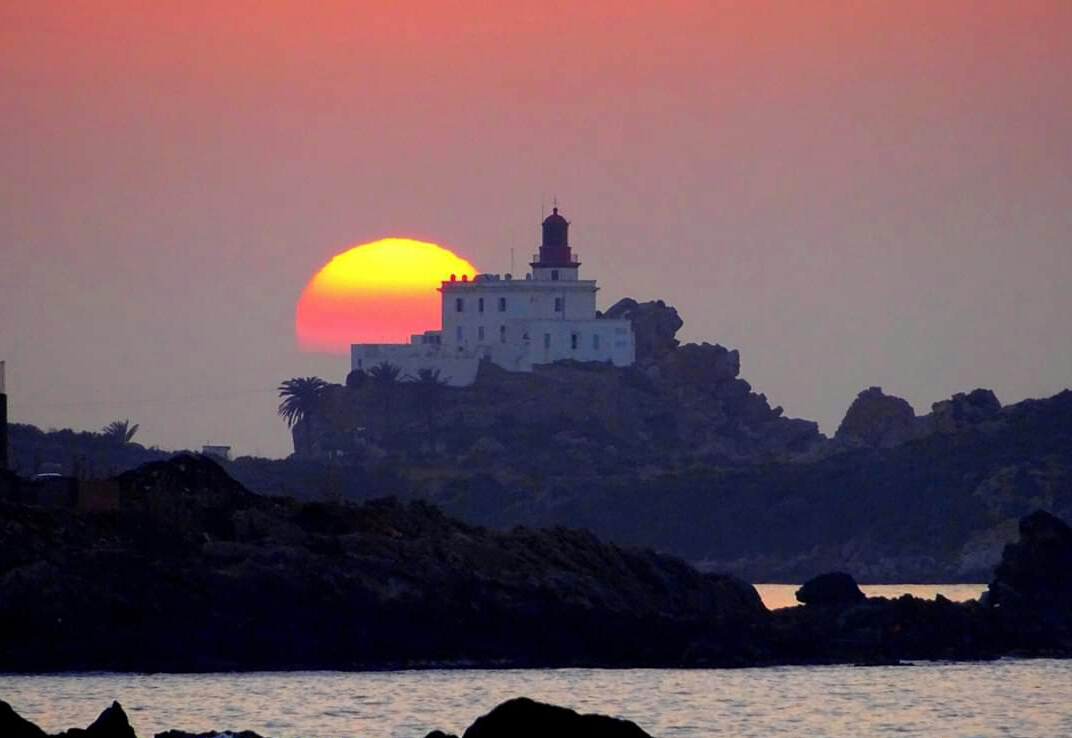
Grande faro

La costa è segnalata dalla presenza del Grande Faro di Jijel.